# Течёт речка по песочку...
Течёт речка по песочку… — народная песня; изначально солдатско-казацкая, но позже блатная.

## История
Самое раннее известное упоминание приводится в путевых записках Д. И. Меликова «В Гижигу через Колымск» (1893 год).
Ещё раньше, поэт и собиратель народного творчества Николай Григорьевич Цыганов заимствовал сюжет и первую строку в одной из своих песен.
Блатная переработка появляется скорее всего в 1940-х годах.

## Известные исполнители
- Верни, Дина
- Высоцкий, Владимир Семёнович
- Галич, Александр Аркадьевич
- Губенко, Николай Николаевич
- Кабанова, Татьяна Ивановна
- Ким, Юлий Черсанович
- Налич, Пётр Андреевич
- Окуджава, Булат Шалвович
- Северный, Аркадий Дмитриевич
- Скляр, Игорь Борисович
- Хвостенко, Алексей Львович